# Alegeri legislative în Regatul Unit, 1818
Alegerile generale din 1818 ale Marii Britanii  i-au surprins pe cei  Whigs castigand cateva mandate, dar cei de la  Tories sub conducerea  contele de Liverpool au pastrat o majoritate de aproximativ 90 de mandate.  Cei de la Whig erau impartiti  in a spori tulburarea sociala si a prezenta legile porumbului.  
Rezultatul alegerilor a fost cunoscut  pe 4 august 1818
Al cincilea parlament al Marii Britanii a fost dizolvat pe 10 iunie 1818.Noul parlament a fost convocat pentru a se intruni pe 4 august 1818 pentru o perioada de maxim 7 ani de la acea data.Perioada maxima ar putea fi si normal a fost redusa de monarh care dizolva parlamentul inainte ca termenul sau sa expire.

## Situatia politica

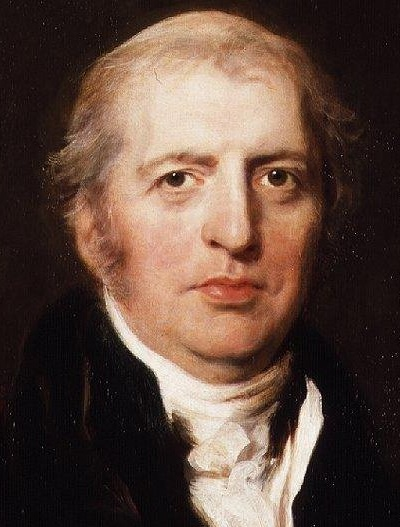
Contele de Liverpool

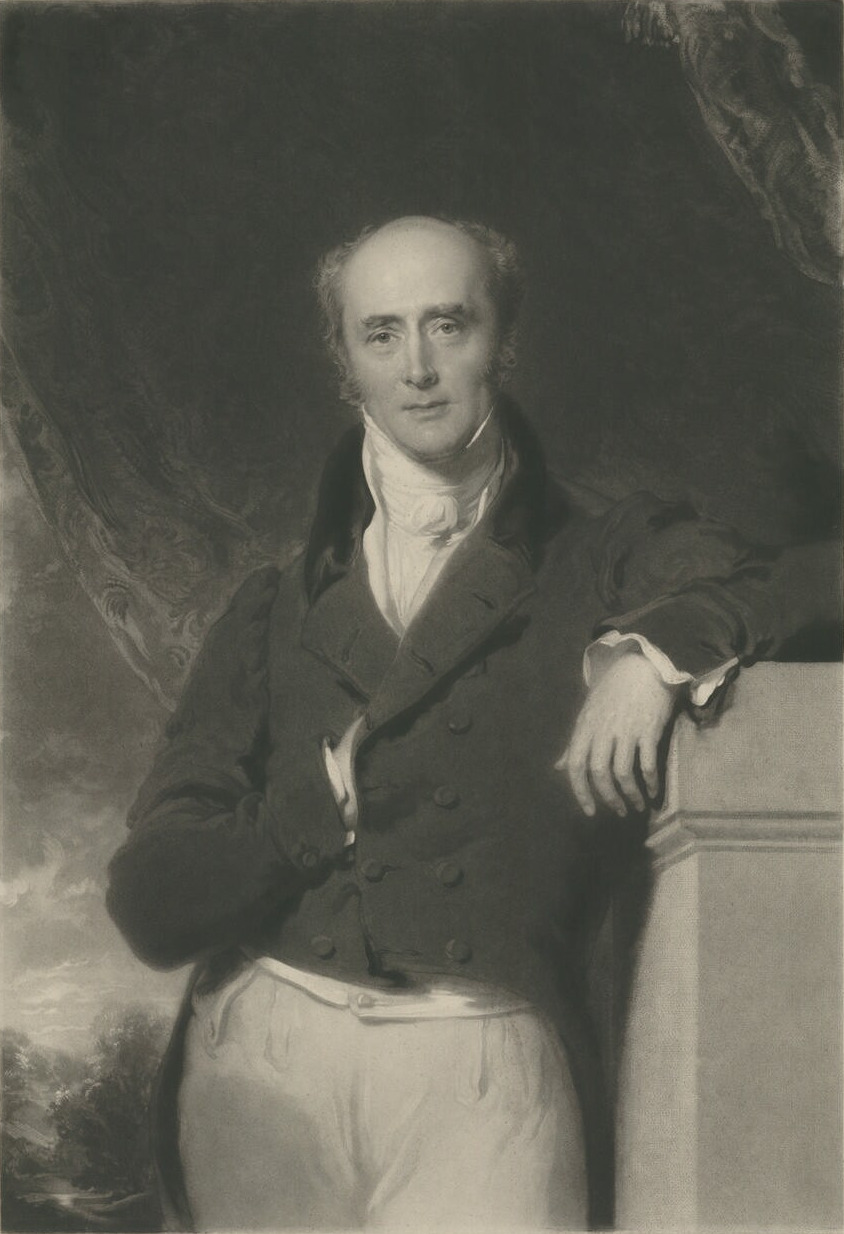
Contele de Grey

Conducatorul partidului Tory era contele de Liverpool, care fusese prim ministru de la asasinatul predecesorului sau in 1812. Liderul Tory din Camera Comunelor era Robert Stewart.
Partidul Whig suferise mult din cauza unei conduceri slabe in special in Camera Comunelor.
La momentul alegerilor generale contele Grey era figura conducatoare printre aristocratii din Whig. Ultimul prim ministru apartinand partidului Whig, lordul Grenville, se retrasese din politica in 1817.Era adecvat ca contele Grey sa fi fost invitat sa formeze un guvern, venisera cei din Whig la putere,desi in acea perioada monarhul mai degraba decat partidul conducator decidea care individ va fi prim ministru.
Liderul opozitiei in camera comunelor pana la moartea sa in 1817, era George Ponsonby unchiul sotiei lui Grey.La aproximativ un an dupa moartea lui Ponsonby,George Tierney cu greu a devenit liderul recunoscut al opozitiei in camera comunelor.Totusi dupa 1819 el nu a indeplinit functiile unui lider desi a pastrat titlul.

## Rezumatul circumscriptiilor
Table 1: Constituencies and MPs, by type and country
| Tara         | BC  | CC  | UC | Total C | BMP | CMP | UMP | Total MPs |
| ------------ | --- | --- | -- | ------- | --- | --- | --- | --------- |
| Anglia       | 202 | 39  | 2  | 243     | 404 | 78  | 4   | 486       |
| Tara Galilor | 13  | 13  | 0  | 26      | 13  | 14  | 0   | 27        |
| Scotia       | 15  | 30  | 0  | 45      | 15  | 30  | 0   | 45        |
| Irlanda      | 33  | 32  | 1  | 66      | 35  | 64  | 1   | 100       |
| Total        | 263 | 114 | 3  | 380     | 467 | 176 | 5   | 658       |

Table 2: Number of seats per constituency, by type and country
| Tara         | BCx1 | BCx2 | BCx4 | CCx1 | CCx2 | UCx1 | UCx2 | Total C |
| ------------ | ---- | ---- | ---- | ---- | ---- | ---- | ---- | ------- |
| Anglia       | 4    | 196  | 2    | 0    | 39   | 0    | 2    | 243     |
| Tara Galilor | 13   | 0    | 0    | 12   | 1    | 0    | 0    | 26      |
| Scotia       | 15   | 0    | 0    | 30   | 0    | 0    | 0    | 45      |
| Irlanda      | 31   | 2    | 0    | 0    | 32   | 1    | 0    | 66      |
| Total        | 63   | 198  | 2    | 42   | 72   | 1    | 2    | 380     |